# Dorfkirche Winzerla

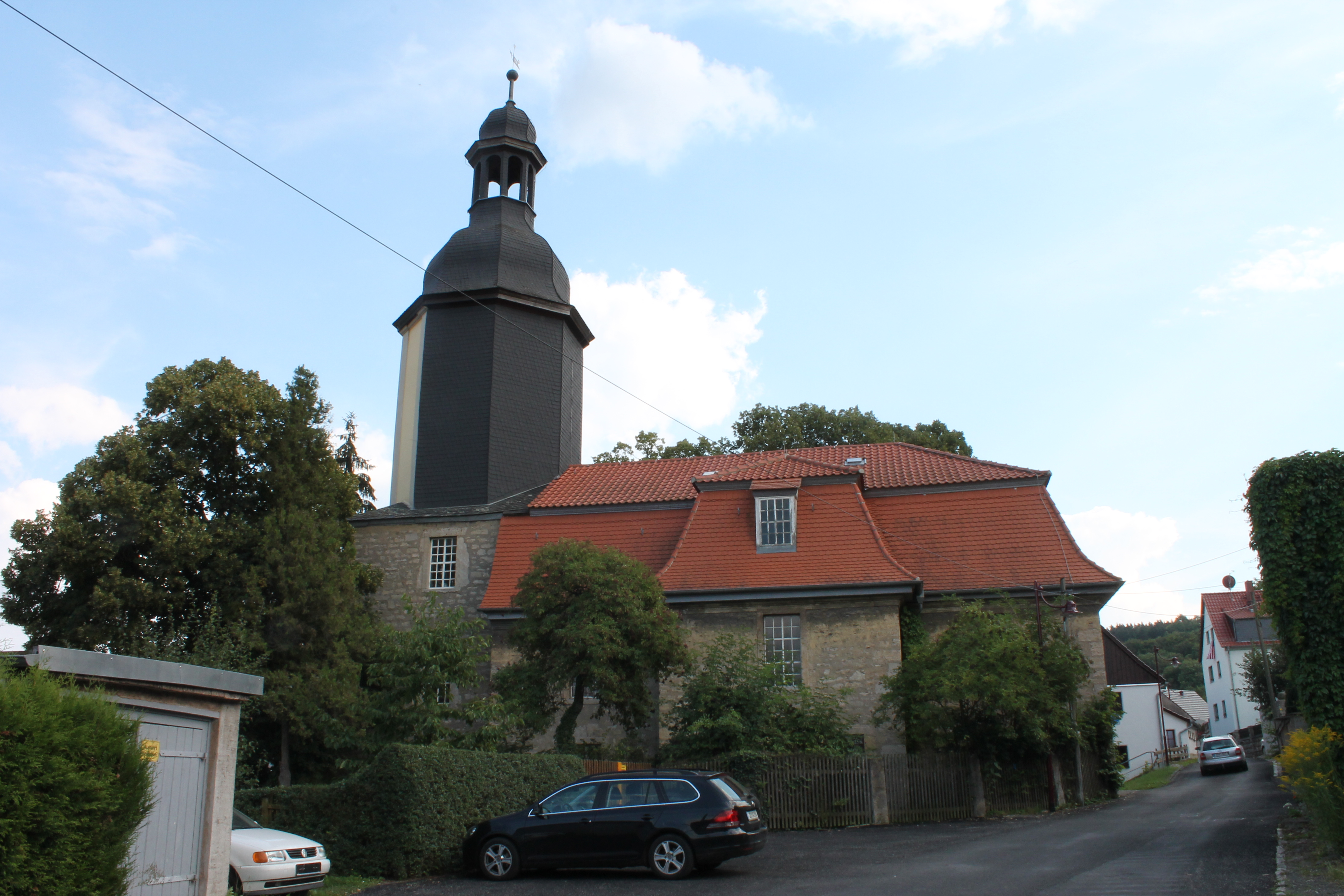
Außenansicht

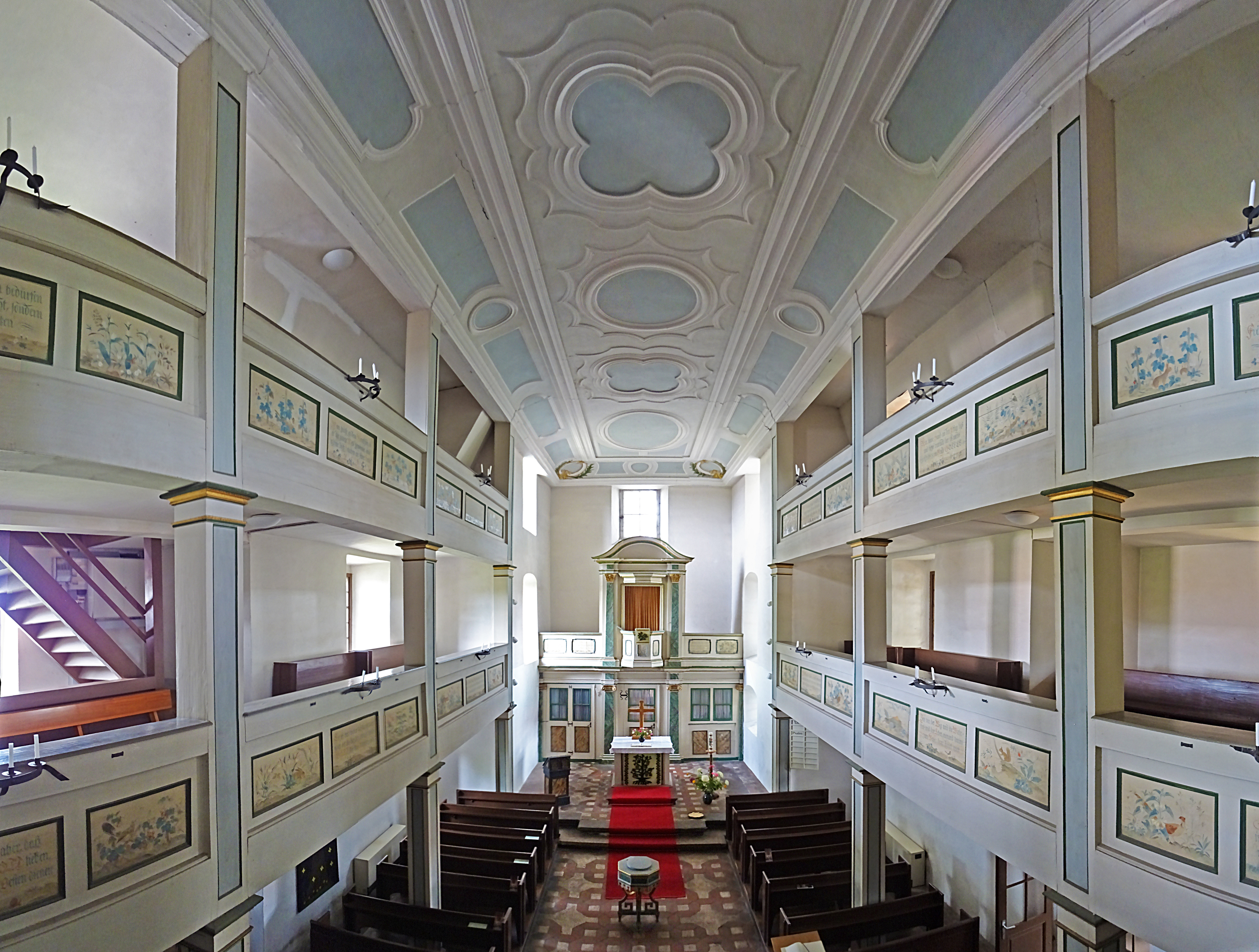
Das Kircheninnere

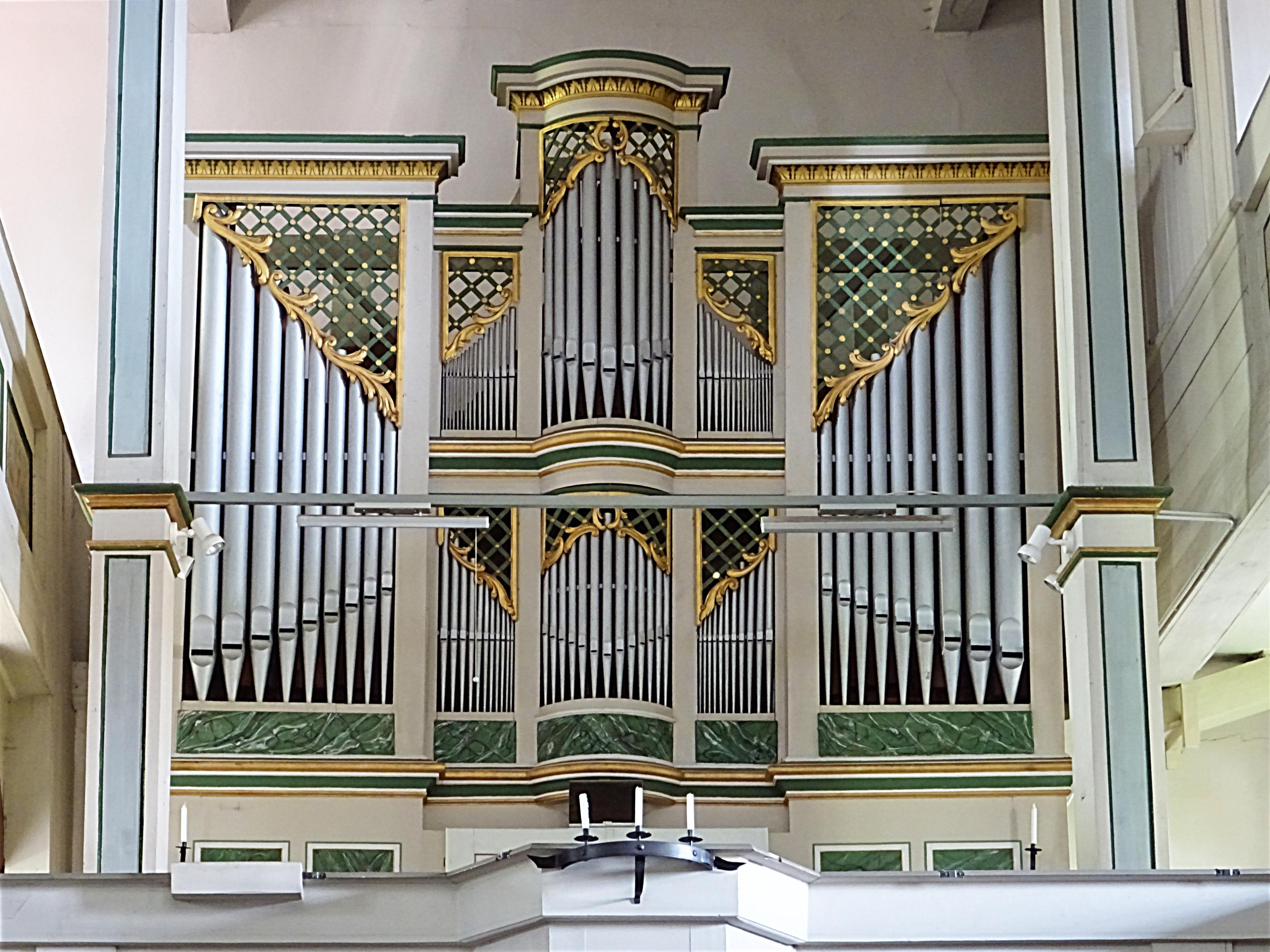
Die Orgel von 1818

Die Dorfkirche Winzerla steht in Winzerla, einem Stadtteil der Stadt Jena in Thüringen.

## Lage
Die Kirche befindet sich westlich der durch den Stadtteil führenden Bundesstraße 88, westlich der Bahnstrecke Berlin-München und westlich der Saale zentral im ehemaligen Dorf im ländlichen Raum der Stadt Jena. Sie ist die Hauptkirche der Dietrich-Bonhoeffer-Gemeinde.

## Geschichte
Im Dreißigjährigen Krieg brannten marodierende Truppen die Kirche nieder. Am 8. April 1650 wurde sie wieder eingeweiht. Von 1716 bis 1718 wurde die Kirche wegen größerer Bauschäden so gut wie neu erbaut und erhielt die heutige Gestalt. Wiederholt erfolgten Reparaturen in Kirchturm und Schiff.
Bei Paul Lehfeldt: Großherzogthum Sachsen-Weimar-Eisenach: Verwaltungsbezirk Apolda. Jena: Fischer, 1892, S. 228, liest man: „Kirche, 18. Jahrhundert; Wetterfahne von 1771. Die Kirche ist einfach, der rechteckige, im Innern 5,3 Meter breite und 5 Meter lange Chor und das 8,6 Meter breite und 24 Meter lange Langhaus haben flache Holzdecken mit einigen Linienverzierungen in Stuck. Der Thurm auf dem Chor hat ein quadratisches Obergeschoss, darüber ein achteckiges Schweifkuppel.
Taufgestell um 1800, achteckig; Holz. Taufschale mit einigen geschlagenen Verzierungen und den Namen Anna Matlena Hunter Marken, sowie eingekritzelt, aber mit zeitgenössischer Schriftart: anno 1722. (Die Stempel von 1716). Zinn.“
Auf dem alten Kirchhof hat sich das Grabmal des am 31. Januar 1848 in einem Pistolenduell auf der nahen Trießnitz erschossenen Kameralistik-Studenten Johann Paul von Villers aus Dresden erhalten.

## Architektur und Ausstattung
Der einschiffige Saalkirche ist mit zwei übereinanderliegenden, umlaufenden Emporen und einem Spiegelgewölbe ausgestattet. Errichtet wurde der Bau aus Bruchsteinmauerwerk, der Glockenturm über polygonalem Grundriss, der ursprünglich gelb und weiß verputzt war, ist heute komplett verschiefert, einschließlich der Glockenstube, deren Schalllöcher ebenfalls mit Schiefer verdeckt sind. Die Innenausstattung mit Kanzelaltar, den Emporen, der Orgel und dem Taufbecken wurden 1818 neu eingerichtet. Der Erbauer der Orgel mit dem klassizistischen Prospekt ist nicht bekannt.
Im Jahr 1934 malte man den Innenraum neu aus. Die 56 Felder der Emporen zeigen Blumen- und Tiermotive. Das flache, mit Stuckornamentik gezierte Spiegelgewölbe aus der Erbauungszeit zeigt Weinranken und Trauben.
Im Jahr 1978 erfolgte eine Renovierung des Gestühls und Altars. 1990/1991 erhielt der Turm eine Beschieferung, die neue Wetterfahne sowie drei elektrisch bedienbare Glocken, 2003 wurden Dachrinnen angebracht.